# Jane Boleyn
Jane Boleyn, lady Rochford, född Parker cirka 1505, död 13 februari 1542, var en engelsk hovfunktionär. Hon var gift med George Boleyn, Anne Boleyns bror. Hon var hovdam hos Katarina Howard och avrättades samtidigt som hon som hennes medbrottsling.

## Biografi
Jane Boleyns far var Henry Parker, 10:e baron Morley, och hennes mor, Alice St. John, var halvkusin till Henrik VII av England.
Ett äktenskap arrangerades för Jane Boleyn och sent 1524 eller tidigt 1525 gifte hon sig med George Boleyn, bror till Anne Boleyn som senare blev Henrik VIII:s andra drottning. Georges syster Anne var hovets mittpunkt, hon var bildad, kunde flera språk flytande, spelade luta och framför allt kunde hon föra en intellektuell diskussion. Allt detta sägs ha gjort Jane mycket avundsjuk på Anne, vilket ledde till motvilja gentemot svägerskan. Det finns dock inga bevis som tyder på att Jane någonsin visade något yttre agg emot Anne. Kungen köpte personligen Grimston Manor till George Boleyn och hans hustru i bröllopsgåva.
Då kung Henrik VIII:s intresse ökade för Anne och hennes stjärna steg vid hovet så steg också Annes familj i status och därmed även Janes man George Boleyn. Han adlades och fick titeln Lord Rochford, Jane blev därmed Lady Rochford. Det är oftast med namnet Lady Rochford som Jane omnämns. I det att familjens inflytande och förmögenhet ökade krävdes det ett bättre boende för det unga paret, och Jane och George tilldelades Beaulieu slott i Hampshire som sin främsta hemvist. Slottet hade alla de moderniteter man behövde med badrum med kallt och varmt rinnande vatten, tennisbana, importerade möbler i mahogny och fina mattor. Jane dekorerade även ett påkostat kapell och tog med sig en stor samling av silverbestick.
Jane och Georges äktenskap har ofta beskrivits som olyckligt. Moderna historiker har teorier om att George var homosexuell och det var anledningen till att äktenskapet var uselt. Den exakta arten av Georges homosexualitet är dock obevisad. Det gick rykten om att han hade ägnat sig åt sexuella aktiviteter med manliga bekanta, men det var också välkänt att George var en rumlare.

### Rättegången mot Anne Boleyn
Parallellt med att Janes svägerska, den dåvarande drottningen Anne, hamnade i onåd hos kungen och blev anklagad för otukt, fick även George problem då han ansågs ha haft ett sexuellt förhållande med sin syster, ett brott som han också blev fälld för. För att få bevis mot de anklagade gjorde utredarna allt de kunde, och därmed ansåg de sig kunna bevisa Annes och Georges och ett flertal andras skuld. Jane blev inkallad som vittne och blev till sist det viktigaste vittnet i utredningen. Jane har ofta utmålats som en elak kvinna som förrådde sin egen man och svägerska. Många anser dock att hon inte hade mycket annat val än att vittna mot dem. 1536 blev George avrättad och Jane blev änka.
Efter att Lady Rochfords make avrättats var hon frånvarande från hovet en tid. Under denna tid försökte hon stabilisera sin ekonomi genom att förhandla med sin far, svärfar och främst Thomas Cromwell. Hennes svärföräldrar gav henne till slut en årlig pension på 100 pund, precis den summa som de gett till sin äldsta dotter Mary när hon blev änka åtta år tidigare. Jane Boleyn hade dock egentligen begärt en mycket högre summa. Det var ändå tillräckligt med pengar för att ha råd med en måttlig överklasslivsstil, som var tillräcklig när hon återvände till sitt liv vid hovet, vilket hon hade kämpat ihärdigt med under år 1536 och 1537. 

### Hovdam
När hon återvände till hovet var hon Lady of the Privychamber hos drottning Jane Seymour, vilket visar att hon troligen kom tillbaka ungefär ett år efter sin makes död. Som baronessa var hon tillåten att ta ett antal egna anställda med sig och hon tilldelades en egen bostad i palatset. Hon serverades fina måltider varje dag som betalades av drottningens budget.
Efter att Jane Seymour dött i barnsäng gifte sig kungen med en tysk prinsessa som Thomas Cromwell rekommenderat – Anna av Kleve. Kungen var dock inte nöjd med äktenskapet och han hävdade att deras äktenskap aldrig fullbordats och begärde skilsmässa. I juli 1540 vittnade lady Rochford åter till kungens fördel. Detta gjorde att kungen kunde annullera äktenskapet och istället gifta sig med sin tonåriga älskarinna Katarina Howard, som var en ung släkting till Anne och George Boleyn. Alltså tillhörde Katarina och lady Rochford samma familj. Detta gjorde att hon hade vissa förpliktelser som familjemedlem att hjälpa Katarina.
Lady Rochford kom att tjänstgöra som First Lady of the Bedchamber under Katarinas tid som drottning, och hon fick ett stort inflytande över henne. Så småningom blev hon en av Katarinas favoriter. Som hovdam var lady Rochford tvungen att tjäna Katarina för att få någon som helst inkomst och för att få behålla sin plats på hovet, och detta beroende kan ha bidragit till hennes agerande. Lady Rochford hjälpte till att organisera hemliga möten mellan Katarina Howard och Thomas Culpepper. Med lady Rochfords hjälp utvecklades affären allt mer under den kungliga rundresan genom landet 1541. Senare, på hösten, upptäcktes dock Katarinas hemlighet och det inleddes en utredning av hennes privatliv.

### Rättegången mot Katarina Howard
Först häktades Katarina i sin våning och så småningom blev hon dömd till husarrest i Syon House, ett nerlagt kloster långt ifrån hovet. Hennes favoriter vid hovet ifrågasattes och deras rum blev genomsökta. Många anställda och hovdamer mindes lady Rochfords misstänkta beteende under Katarinas och Culpeppers affär, vilket innebar att Jane blev kallad till förhör. 
Ett kärleksbrev upptäcktes från Katarina Howard till Thomas Culpepper, vilket bevisade att Jane varit delaktig i att arrangera deras möten. Detta var ett förräderibrott, som betydde dödsstraff under Tudoreran.
Jane fördes till Towern och hölls fängslad där i flera månader medan regeringen beslutade om när och hur processen mot den anklagade skulle ske. Medan Jane förnekade all inblandning i affären mellan Culpepper och Katarina så erkände Katarina allt och menade att lady Rochford skulle ha frestat henne att ha en affär med Culpepper. Culpepper hävdade att Jane provocerat honom till att ha ett förhållande med drottningen. Den riktiga sanningen, vem som var den ”skyldige”, är okänt. Däremot kan man konstatera att gällande denna trio förelåg tydlig bevisning.
Jane Boleyn hölls fången i Towern i flera månader, där hon förhördes angående Katarina Howards otrohet. Under förhören erkände även Jane att hon ljugit i målet emot Anne Boleyn. Jane torterades inte eftersom hon var adlig. Hon bröt samman psykiskt och förklarades galen 1542. Kungen tillämpade en gammal lag som tillät avrättning av dem som förklarats galna. Hon dömdes till döden utan rättegång. Hon fälldes för att ha haft kännedom om Katarina Howards brott och för att ha underlåtit att anmäla det. Avrättningen skulle komma att ske på samma dag som drottningens avrättning .
Drottning Katarina avrättades först, under tiden fick Jane stå uppe på schavotten för att se avrättningen. Efteråt fick hon hålla ett kort tal innan hon fick knäböja på den nyss använda schavotten. Trots sitt psykiska tillstånd under de gångna fem månaderna var hon lugn och värdig. Hon avrättades med ett enda yxhugg och begravdes i Towern bredvid Katarina Howard, inte långt ifrån svägerskan Anne Boleyn och maken George Boleyn, som avrättats sex år tidigare.